# Maccaffertium pudicum
Maccaffertium pudicum är en dagsländeart som först beskrevs av Hagen 1861.  Maccaffertium pudicum ingår i släktet Maccaffertium och familjen forsdagsländor. Inga underarter finns listade i Catalogue of Life.

## Bildgalleri

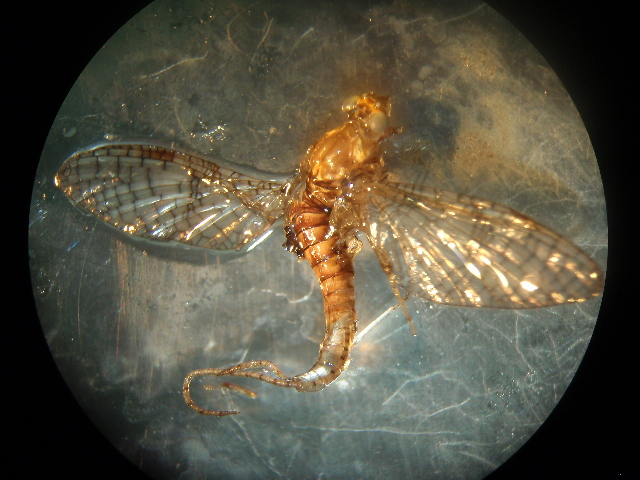